# Dacryodes negrensis
Dacryodes negrensis är en tvåhjärtbladig växtart som beskrevs av Daly & M.C.Martínez. Dacryodes negrensis ingår i släktet Dacryodes och familjen Burseraceae. Inga underarter finns listade i Catalogue of Life.